# IC 1997
IC 1997 ist eine Spiralgalaxie vom Hubble-Typ Sa im Sternbild Netz am Südsternhimmel. Sie ist schätzungsweise 237 Millionen Lichtjahre von der Milchstraße entfernt und hat einen Durchmesser von etwa 85.000 Lichtjahren.

Im selben Himmelsareal befindet sich u. a. die Galaxie NGC 1463.
Das Objekt wurde am 8. Dezember 1899 vom US-amerikanischen Astronomen DeLisle Stewart entdeckt.